# 소몬 마흐마드베코프
소몬 모욘쇼예비치 마흐마드베코프(타지크어: Сомон Моёншоевич Маҳмадбеков, 러시아어: Сомон Моёншоевич Махмадбеков, 1999년 3월 24일~)는 타지키스탄의 유도 선수이다. 2024년 하계 올림픽 남자 하프미들급 동메달을 획득했으며 세계 유도 선수권 대회에서 동메달 1개를 획득했다.